# Église Saint-Martin de Callosa de Segura
L’église archiprêtrale Saint-Martin est un édifice religieux situé à Callosa de Segura, dans la province d'Alicante, en Espagne. Elle est classée monument historique depuis 1980. 

## Présentation
Construite au XVIe siècle, elle est un exemple type d'église-halle Renaissance (nef bordée de bas-côtés de même hauteur), un choix architectural extrêmement rare en pays valencien. La façade principale est de style gothique tardif. Elle comprend une série d'archivoltes où est gravée l'inscription latine : « Hic est domus Domini et porta cœlis » (C'est ici la maison du Seigneur et la porte des cieux).
Le clocher fut ajouté au XVIIe siècle. Il abrite cinq cloches, dont le son rythme encore la vie quotidiennes des habitants. De la plus grande à la plus petite, ce sont : la Martina, la Purísima, San José, Sagrado Corazón y Santa María. L'intérieur de l'église fut refait au XVIIIe siècle dans le goût Rococo, et une grande coupole centrale fut ajoutée. La sacristie et la chapelle de la communion, de style néoclassique, datent également de cette époque.
L'église conserve d'importantes œuvres d'orfèvrerie de Miguel de Vera (XVIe siècle) et du mobilier liturgique parmi lesquels l'image-reliquaire de saint Martin, la croix archiprêtrale et une bannière de procession, ainsi que des retables contemporains signés Rabasa et Noguera.

## Protection
L'église fait l’objet d’un classement en Espagne au titre de bien d'intérêt culturel depuis le 14 novembre 1980.

### Sources
- (en) Cet article est partiellement ou en totalité issu de l’article de Wikipédia en anglais intitulé « Church of St Martin, Callosa de Segura » (voir la liste des auteurs).